# Santiago Montoya
Santiago Montoya Muñoz (ur. 15 września 1991 w Medellín) – kolumbijski piłkarz występujący na pozycji ofensywnego pomocnika, reprezentant Kolumbii.

## Kariera klubowa
Montoya pochodzi z miasta Medellín i jest wychowankiem akademii juniorskiej tamtejszego krajowego giganta – klubu Atlético Nacional. Spędził w niej sześć lat, jednak wobec dużej konkurencji zdecydował się odejść z drużyny i poszukać zatrudnienia w Argentynie, przeprowadzając się do mieszkającej tam siostry. Za pośrednictwem Wilsona Cano – byłego kolumbijskiego piłkarza, później agenta piłkarskiego – dołączył do rezerw skromnego zespołu CA All Boys ze stołecznego Buenos Aires. Już po kilku miesiącach został włączony przez szkoleniowca José Santosa Romero do pierwszej drużyny i w argentyńskiej Primera División zadebiutował 6 października 2012 w przegranym 1:2 spotkaniu z San Martín. Przez pierwsze trzy miesiące pełnił rolę rezerwowego, po czym wywalczył sobie miejsce w składzie i premierowego gola w lidze strzelił 3 marca 2013 w przegranej 1:2 konfrontacji z Tigre. Ogółem w barwach All Boys grał przez rok bez większych sukcesów.
W lipcu 2013 Montoya za sumę 1,5 miliona dolarów przeszedł do brazylijskiego CR Vasco da Gama. W Campeonato Brasileiro Série A zadebiutował 14 sierpnia 2013 w zremisowanym 1:1 meczu z Santosem FC, jednak nie potrafił wygrać rywalizacji o miejsce w składzie. Na koniec sezonu 2013 spadł z Vasco do drugiej ligi brazylijskiej, lecz już po upływie roku – w sezonie 2014 – awansował ze swoją ekipą z powrotem na najwyższy szczebel rozgrywek. Równocześnie odnosił również sukcesy w rozgrywkach stanowych – Campeonato Carioca; w 2014 roku zajął z w nich drugie miejsce, zaś w 2015 roku triumfował z Vasco w lidze stanowej. W klubie z Rio de Janeiro występował przez dwa lata, lecz przez cały ten czas był niemal wyłącznie rezerwowym.
W czerwcu 2015 Montoya został wypożyczony do portugalskiej Vitórii Guimarães, mając docelowo zastąpić dotychczasowego rozgrywającego ekipy Bernarda Mensaha. W tamtejszej Primeira Liga zadebiutował 15 sierpnia 2015 w przegranym 0:3 pojedynku z FC Porto. W barwach Vitórii grał przez rok jako rezerwowy (częściej występował w drugoligowych rezerwach) i zajął dziesiąte miejsce w lidze, po czym powrócił do ojczyzny – na zasadzie wypożyczenia zasilił ekipę Deportes Tolima z miasta Ibagué. W Categoría Primera A zadebiutował 16 lipca 2016 w zremisowanym 2:2 spotkaniu z Atlético Nacional, a pierwszą bramkę zdobył czternaście dni później w wygranej 4:0 konfrontacji z Boyacá Chicó. Szybko został jednym z podstawowych piłkarzy zespołu i wyróżniającym się pomocnikiem ligi kolumbijskiej. W jesiennym sezonie Finalización 2016 zdobył z Tolimą wicemistrzostwo Kolumbii.

## Kariera reprezentacyjna
W seniorskiej reprezentacji Kolumbii Montoya zadebiutował za kadencji selekcjonera José Pekermana, 25 stycznia 2017 w przegranym 0:1 meczu towarzyskim z Brazylią.